# Twarze (album)
Twarze – czwarty album muzyczny polskiego zespołu Niebiesko-Czarni, nagrany 2 - 10 czerwca 1969 w „Studiu 12” Polskich Nagrań przy ul. Długiej 5 w Warszawie. Wydany w 1969 przez Polskie Nagrania „Muza” (tłocznia Pronit, LP w wersji mono- i stereofonicznej). Reedycje na CD (razem z LP Mamy dla Was kwiaty): Polskie Nagrania 1998, Yesterday 2000 i 2002.

## Muzycy
- Ada Rusowicz – śpiew (7 - 11)
- Wojtek Korda – gitara, śpiew (1 - 5)
- Tadeusz Głuchowski – perkusja
- Zbigniew Podgajny – instrumenty klawiszowe
- Mirosław Polarek – saksofon tenorowy, saksofon basowy
- Janusz Popławski – gitara
- Krzysztof Potocki – gitara basowa
- Wiesław Żakowicz – saksofon altowy, saksofon tenorowy

gościnnie
- Zbigniew Namysłowski – saksofon
- Tomasz Stańko – trąbka

## Lista utworów
Strona A
| 1. | „Na betonie kwiaty nie rosną” śpiew - Wojciech Korda (Zbigniew Podgajny - Zbigniew Biegański)      | 4:13  |
|    | |       |
| 2. | „Lot na Wenus” śpiew - Wojciech Korda (Marek Sart – Marek Gaszyński, Bogdan Loebl)                 | 3:18  |
|    | |       |
| 3. | „Stary las” śpiew - Wojciech Korda (Wojciech Korda - Marek Gaszyński, Bogdan Loebl)                | 3:18  |
|    | |       |
| 4. | „Bądź ty mi dziewczyną” śpiew - Wojciech Korda (Janusz Popławski - Andrzej Bianusz)                | 3:00  |
|    | |       |
| 5. | „Zostało mi po tobie” śpiew - Wojciech Korda (Wojciech Korda, Zbigniew Podgajny - Marek Gaszyński) | 2:49  |
|    | |       |
| 6. | „Licznik Geigera” (Janusz Popławski)                                                               | 3:38  |
|    | |       |
|    | | 20:16 |
|    | |       |
Strona B
| 7.  | „Po to przyszedłeś na świat” śpiew - Adrianna Rusowicz (Zbigniew Podgajny - Włodzimierz Patuszyński) | 2:53  |
|     | |       |
| 8.  | „Mogło być inaczej” śpiew - Adrianna Rusowicz (Waldemar Kazanecki - Andrzej Tylczyński)              | 3:53  |
|     | |       |
| 9.  | „Nie ma szans” śpiew - Adrianna Rusowicz (Janusz Popławski - Marta Bellan)                           | 4:19  |
|     | |       |
| 10. | „Gdzie niesiesz swe dwadzieścia lat” śpiew - Adrianna Rusowicz (Krzysztof Potocki - Bogdan Loebl)    | 2:42  |
|     | |       |
| 11. | „To nic, że mnie okłamał” śpiew - Adrianna Rusowicz (Zbigniew Podgajny - Włodzimierz Patuszyński)    | 4:32  |
|     | |       |
| 12. | „Atma” (Zbigniew Podgajny)                                                                           | 3:06  |
|     | |       |
|     | | 21:25 |
|     | |       |

## Informacje uzupełniające
- Reżyser nagrania – Janusz Urbański
- Operator dźwięku – Krystyna Urbańska
- Zdjęcia – A. Kossobudzki-Orłowski
- Projekt graficzny okładki – Marek Majewski